# Fira del Llibre de Madrid
La Fira del Llibre de Madrid és un esdeveniment cultural que se celebra una vegada a l'any, durant els últims dies de maig i primers de juny, a Madrid (Espanya), des de fa alguns anys al parc dels Jardins del Retir de Madrid.

## Història
La primera vegada que es va celebrar la fira, denominada Fira del Llibre, del 23 al 29 d'abril de l'any 1933 es va celebrar en el Passeig de Recoletos. Estava organitzada pels llibreters madrilenys. Des de llavors s'han celebrat més de mitja centena d'edicions arribant a exposar prop de 300 casetes amb diferents temes.
No va ser fins a la quarta edició, en 1936, que la Fira va prendre caràcter oficial. No obstant això, l'esclat de la Guerra Civil va portar la seva suspensió. La cinquena edició no es va convocar fins a 1944, canviant la seva època de celebració a la fi de maig i principis de juny. Des d'aquest any, seria l'Instituto Nacional del Libro Español l'encarregat de l'organització de l'esdeveniment, que va passar a denominar-se Feria Nacional del Libro. La localització de la fira seguia sent la mateixa, el Passeig de Recoletos, llavors rebatejat com a Passeig de Calvo Sotelo. En anys successius, la fira viatjaria a diverses ciutats espanyoles, alternant-se amb alguna suspensió, com les edicions de 1950 o 1954: en 1946 i 1952, a Barcelona, en 1948, a Sevilla. En la dècada dels seixanta es van creant fires del llibre en altres localitats espanyoles, a imatge de la de Madrid. En 1967, la fira es desplaça al Parc del Retir, concretament al Saló de l'Estany. En 1970, sempre dins del Retir, la ubicació triada és la zona situada entre el Passeig de Cotxes i la tàpia del llavors Parc Zoològic. En 1979, la fira és traslladada al Palau de Cristall de la Casa de Camp, amb un gran fracàs d'assistència, per la qual cosa torna a l'any següent al Retir. La de 1981 va ser l'última edició organitzada per l'Instituto Nacional del Libro Español, passant a ser-ho per una comissió intergremial de llibreters, editors i distribuïdors.
L'edició del 2017 no es va deixar que s'afegiren les editorials que tenen un model de negoci d'autopublicació. La reacció negativa de les editorials impedides d'entrar va eixir en una notícia de El Confidencial.